# Money (Pink-Floyd-Lied)
Money ist ein Song der britischen Rockband Pink Floyd. Er wurde von Roger Waters geschrieben und erschien 1973 auf dem Album The Dark Side of the Moon. Das Stück wurde außerdem gekürzt als Single veröffentlicht und war der einzige Song des Albums, der die Top 20 der Billboard Hot 100 erreichte.

## Entstehung und Veröffentlichung
Getextet und komponiert wurde das Lied alleine von Pink-Floyd-Mitglied Roger Waters. Für die Produktion zeichnete Bandkollege David Gilmour sowie James Guthrie verantwortlich. Es gehörte neben Brain Damage zu den ersten Liedern, die für das Album The Dark Side of the Moon entstanden. Schon früh entwickelte Waters die Grundzüge hierzu, zum Beispiel das bekannte Bass-Riff als Hauptthema des Liedes.
Die Erstveröffentlichung von Money erfolgte am 1. März 1973 bei Harvest Records, als Teil des achten Pink-Floyd-Studioalbums The Dark Side of the Moon (Katalognummer: SHVL 804). Am 5. April desselben Jahres erschien das Lied als erste Singleauskopplung aus dem Album. Diese erschien als 7″-Single mit der B-Seite Any Colour You Like (Katalognummer: 006-05 368). In Japan erschien die Single bei EMI Music mit der B-Seite Us and Them (Katalognummer: EPEM-10720). Das Lied wurde später auch auf diversen anderen Alben verwendet. Er ist in einer Neuaufnahme auf A Collection of Great Dance Songs (Katalognummer: 064-07 575) zu finden, da die Originalversion wegen eines Wechsels der US-amerikanischen Plattenfirma nicht verfügbar war. Gilmour war Produzent und spielte bis auf das Saxophon alle Instrumente selbst. Er erschien zudem auf Echoes: The Best of Pink Floyd (Katalognummer: EMI 5361112), Delicate Sound of Thunder (Katalognummer: EMI 198-791 480 1), dem Live-Soloalbum von Waters In the Flesh (Katalognummer: CBS 501137 2) und auf Pulse (Katalognummer: EMI C2K 67065).

## Inhalt

### Text
Money behandelt die Freude am Geld und die Gier nach Reichtum, gleichzeitig aber auch die Ernüchterung, als weniger wohlhabende Person im Schatten von Reichen zu leben. Die Macht des Geldes und der damit verbundene Einfluss seiner Besitzer könne groß sein, sei aber vergänglich und könne Menschen verderben. Mit dieser Botschaft fügt sich Money in das Gesamtkonzept des Albums The Dark Side of the Moon ein, das sich mit Dingen und Situationen beschäftigt, die einen Menschen wahnsinnig werden lassen können.

### Komposition
| Basslinie von Money                                                                                    |
| --- |
| \relative c {\key b \minor \time 7/4 \clef bass b-- \times 2/3 {b'4-- fis8-.} b,4-. fis-- a-- b-. d->} |

Money ist in der Tonart h-Moll geschrieben und basiert auf einem 7/4-Takt, gespielt in einem markanten Bass-Riff. Im Intro sind mehrere Takte lang rhythmisch synchronisierte Loops aus den Geräuschen von Münzgeld, Registrierkassen sowie Münzautomaten zu hören, die das Thema des Liedes klanglich verdeutlichen.
Diese Loops wurden von Roger Waters und Nick Mason produziert: Mason bohrte dazu Löcher in Penny-Stücke und fädelte diese dann auf einen Faden. Diese so entstandene Kette erzeugte bei Bewegungen die charakteristischen Geräusche. Roger Waters nahm ein Geräusch auf, indem er Münzen in einem Kochtopf schüttelte. Die Geräusche nahmen Nick Mason und Roger Waters jeweils in ihren Studios zu Hause auf, und sie wurden in den Abbey Road Studios in das Arrangement des Songs eingefügt. Das Zerreißen des Papiers wurde im Studio aufgenommen, und die Geräusche der Kassen stammten aus einem Geräuscharchiv.
Die Coda des Liedes, die auf einem 4/4-Takt beruht, ist wegen des Gitarrensolos von David Gilmour bekannt. Zudem ist ein Tenorsaxophon zu hören, gespielt von Gastmusiker Dick Parry, der auf demselben Album auch am Lied Us and Them beteiligt war. Auf dem Album wird das Stück mit dem folgenden Titel Us and Them überblendet.

## Liveaufführungen
Live wurde das Stück sehr häufig gespielt. Sowohl in den ersten Jahren vor und nach seiner Veröffentlichung bis 1977 als auch auf Tourneen der Band nach dem Ausstieg von Waters zwischen 1987 und 1994 (A-Momentary-Lapse-of-Reason- und The-Division-Bell-Tour), sowie von Waters und Gilmour auf deren Solotourneen.

## Mitwirkende
- David Gilmour – Gitarre, Gesang
- Nick Mason – Schlagzeug
- Dick Parry – Tenor-Saxophon
- Roger Waters – Bass
- Richard Wright – Wurlitzer Electric Piano

## Kommerzieller Erfolg

### Chartplatzierungen
| ChartsChartplatzierungen       | Höchstplatzierung | Wochen/ Monate |
| ------------------------------ | ----------------- | -------------- |
| Deutschland (GfK)              | 49 (1 Wo.)        | 1 Wo.          |
| Österreich (Ö3)                | 10 (1 Mt.)        | 1 Mt.          |
| Vereinigte Staaten (Billboard) | 13 (15 Wo.)       | 15 Wo.         |

### Auszeichnungen für Musikverkäufe
| Land/Region                  | Auszeichnungen für Musikverkäufe (Land/Region, Auszeichnung, Verkäufe) | Verkäufe |
| ---------------------------- | ---------------------------------------------------------------------- | -------- |
| Italien (FIMI)               | Platin                                                                 | 50.000   |
| Neuseeland (RMNZ)            | 2× Platin                                                              | 60.000   |
| Spanien (Promusicae)         | Gold                                                                   | 30.000   |
| Vereinigtes Königreich (BPI) | Platin                                                                 | 600.000  |
| Insgesamt                    | 1× Gold · 4× Platin ·                                                  | 740.000  |

Hauptartikel: Pink Floyd/Auszeichnungen für Musikverkäufe

## Coverversionen (Auswahl)
- 1991 nahm Dan Reed Network das Lied auf. Es wurde von Nile Rodgers produziert und erschien auf dem Album The Heat.
- 2003 nahm die Gruppe Velvet Revolver das Lied für den Soundtrack zum Film The Italian Job – Jagd auf Millionen auf. Das Lied ist mehrfach während des Films sowie während des Abspanns zu hören, wurde jedoch nicht auf der Soundtrack-CD veröffentlicht, sondern erschien auf einer besonderen Ausgabe der ersten Single der Band, Slither.
- 2003 veröffentlichte die jamaikanische Reggae-Band Easy Star All-Stars eine Dub-Version des Stücks auf ihrem Album Dub Side of the Moon.